# Elatostema funkii
Elatostema funkii är en nässelväxtart som beskrevs av Franz Reinecke. Elatostema funkii ingår i släktet Elatostema och familjen nässelväxter. Inga underarter finns listade i Catalogue of Life.